# Hoosac Tunnel
L'Hoosac Tunnel si trova in Massachusetts, tra North Adams e Florida. Fu costruito a partire dal 1851 vicino all'omonimo fiume tra i monti Appalachi e terminato tra il 1871 e il 1875. La lunghezza complessiva di questo tunnel ferroviario e di 7,64 km. Quando fu completato era il secondo tunnel più lungo del mondo dopo il traforo ferroviario del Frejus.
Il "piano del ferro" di scorrimento sui binari è stato abbassato più volte (ultima volta nel 2007) per permettere il transito di vagoni con container impilati.
L'ultimo transito di treni passeggeri "a orario" si è avuto nel 1958, da allora permane un apprezzabile transito di treni merci, che sono convogliati nel tunnel regolati da blocchi ai capi del tunnel stesso, ma senza nessuna prevedibilità e regolarità.
Data la relativa "antichità" del tunnel, (quasi tutto il tunnel è a superficie nuda di "roccia scavata e non rivestita"), attira "esploratori" che tentano di attraversare il tunnel. Esiste un sistema di monitoraggio e sorveglianza per evitare tali accessi.
Attualmente è il tunnel ferroviario più lungo dell'intera Costa orientale degli Stati Uniti; nelle Montagne Rocciose ne esistono infatti di più lunghi, come il Cascade Tunnel, e Moffat Tunnel terminati nel 1928, ed il Flathead Tunnel del 1970.